# Charles Worth
Charles Frederick Worth (ur. 13 października 1826 w Bourne, zm. 10 marca 1895 w Paryżu) – angielski projektant mody damskiej, działający we Francji. Uznawany powszechnie za ojca haute couture. Twórca marki House of Worth. W roku 1858 otworzył pierwszy dom mody w Paryżu przy Rue de la Paix 7.
Patronką projektanta i krawca była cesarzowa Eugenia. Ponadto wśród znanych klientek Wortha były m.in.: cesarzowa Austrii Elżbieta Bawarska (cesarzowa Sisi), aktorki Lilli Langtry i Sarah Bernhardt oraz żona Klemensa von Metternicha.

## Życiorys
Charles Frederick Worth urodził się w 1826 roku w Bourne w hrabstwie Linconshire. Jego ojciec był prawnikiem. Rodzice Charlesa chcieli, aby syn został drukarzem, jednak on postanowił przeprowadzić się do Paryża i zostać projektantem mody. Dokonał tego w 1845 roku. Zaczął wówczas pracę w sklepie z akcesoriami.
Worth podjął współpracę ze szwedzkim biznesmenem Otto Boberghiem, która trwała od 1858 do 1871. W roku 1858 otworzył pierwszy dom mody w Paryżu przy Rue de la Paix 7. Wśród zasług w rozwoju mody należy wskazać wprowadzenie przez Charlesa Wortha innowacyjnych rozwiązań np. maszyn do szycia i parowych do produkcji sukien.